# Tokugawa Tsunayoshi

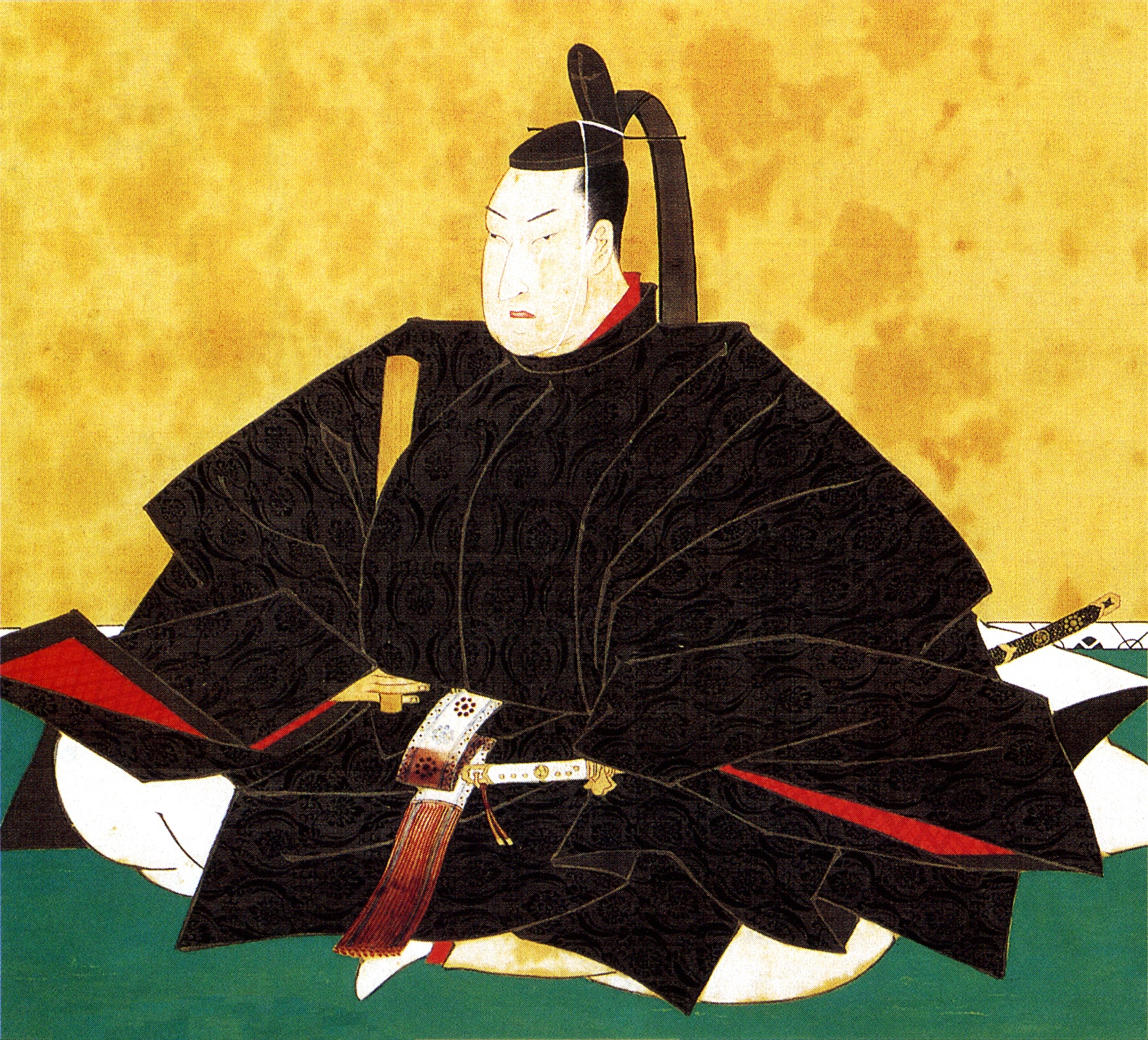
Tokugawa Tsunayoshi

Tokugawa Tsunayoshi (japanisch 徳川 綱吉; * 23. Februar 1646; † 19. Februar 1709) war der fünfte Shōgun der japanischen Tokugawa-Dynastie, der von 1680 bis 1709 über das Land herrschte.

## Leben
Tokugawa Tsunayoshi wurde als Sohn von Tokugawa Iemitsu und dessen Nebenfrau Keishōin (桂昌院; 1627–1705) geboren. Er war damit einer der Urenkel des Gründers der Tokugawa-Dynastie Tokugawa Ieyasu. Im Gegensatz zu seinem älteren Bruder Tokugawa Ietsuna wurde er nicht für das politische Geschäft erzogen. Als der Vater starb, trat wie vorgesehen Ietsuna als vierter Shōgun der Dynastie sein Amt an, doch starb er bereits 1680 im Alter von 39 Jahren. Da es keinen Sohn als Nachfolger gab, stieg Tsunayoshi nach einigen Auseinandersetzungen zum Shōgun auf.
Ungeachtet seiner Gelehrsamkeit erwies er sich bald als machtbewusster Politiker. Sakai Tadakiyo, einer der mächtigen Ratgeber Ietsunas, der gegen seine Ernennung agiert hatte, wurde durch Hotta Masatoshi ersetzt, der den Rang eines Tairō erhielt. Ein anderer, wegen Misswirtschaft aufgefallener Vasall wurde zum Seppuku (Harakiri) gezwungen und dessen Lehen konfisziert. Es sollte nicht der einzige Fall einer Verbindung von rigidem Ethikverständnis und Vermögenszuwachs gewesen sein.
Schon unter Ietsuna hatte man in der zweiten Hälfte der sechziger Jahre versucht, durch Einschränkung des Importes von Luxusgütern, durch Verbot der Ausfuhr von Silber, durch Preisregulierungen für Frauenkimonos u. ä. die wirtschaftliche Lage zu stabilisieren. Diese Bemühungen gingen unter Tsunayoshi – mit wenig Erfolg – weiter, wobei auch hier der moralische Rigorismus immer wieder durchschlug. So wurden 1682 die Prostitution sowie weibliche Bedienung in Teehäusern verboten. Im folgenden Jahr verschärfte er den Codex für die Klasse der Lehnsherren (Buke Shohatto). Der Neokonfuzianismus des Zhu Xi, den das Tokugawa-Regime in einer von koreanischen Gelehrten verschärften Form eingeführt und weiter gestrafft hatte, wurde unter Tsunayoshi verstärkt propagiert. Dies ging bis hin zu jährlichen Lektionen am Hofe, die er selbst erteilte.
Zugleich führte er einige shintoistische Zeremonien am Hofe des Tennō in Kyoto wieder ein, die aus finanziellen Gründen eine Zeit lang unterblieben waren, und ergriff Maßnahmen zur Ausbesserung der Tennō-Gräber. Durch Berufung von Gelehrten und Künstlern nach Edo kam es während der sogenannten Genroku-Periode zu einem Aufschwung der klassischen Wissenschaften und Künste. Das bei seinen Vorgängern erkennbare Interesse an westlicher Wissenschaft und Technik ließ während seiner Herrschaft deutlich nach und stieg erst unter dem Tokugawa Yoshimune wieder an.
Auf den Rat des Mönches Ryūkō (隆光) hin, der mehr als zwei Jahrzehnte als spiritueller Ratgeber am Hofe einen großen Einfluss ausübte, wandte er sich auch dem Schutz von Lebewesen zu. 1687 wurde die Misshandlung oder Tötung von Tieren unter Androhung drastischer Strafen verboten und ein „Gesetz zum Mitleid gegenüber Lebewesen“ (生類憐れみの令, Shōrui Awaremi no Rei) erlassen. Da er im Jahr des Hundes geboren war, lag ihm besonders das Schicksal der streunenden Hunde am Herzen, die er einsammeln und versorgen ließ, was ihm den Spitznamen „Hunde-Shōgun“ (犬公方, inu kubō) einbrachte.
Derartige Maßnahmen strapazierten den Staatshaushalt um ein Weiteres. Dazu kamen Brände, Erdbeben, Missernten und eine schlechte Außenhandelsbilanz. Hotta Masatoshi fiel bereits 1684 einem Anschlag zum Opfer. An seiner Stelle übernahm Yanagisawa Yoshiyasu die Staatsgeschäfte. Dieser ließ 1702, um aus der Bredouille zu kommen, die Gold- und Silbermünzen einschmelzen und den Goldgehalt der neu geprägten Goldmünzen stark reduzieren, was letztlich aber auch keine dauerhafte Lösung wurde.
Während Tsunayoshis Regentschaft trugen sich die historischen Ereignisse zu, die der Geschichte der 47 Rōnin zugrunde liegen, in der 47 Gefolgsleute den Tod ihres Lehnsherren rächen. Die Begebenheiten gelten als vorbildliches Beispiel für die bedingungslose Treue der Samurai und werden zu den Nationalmythen Japans gezählt.

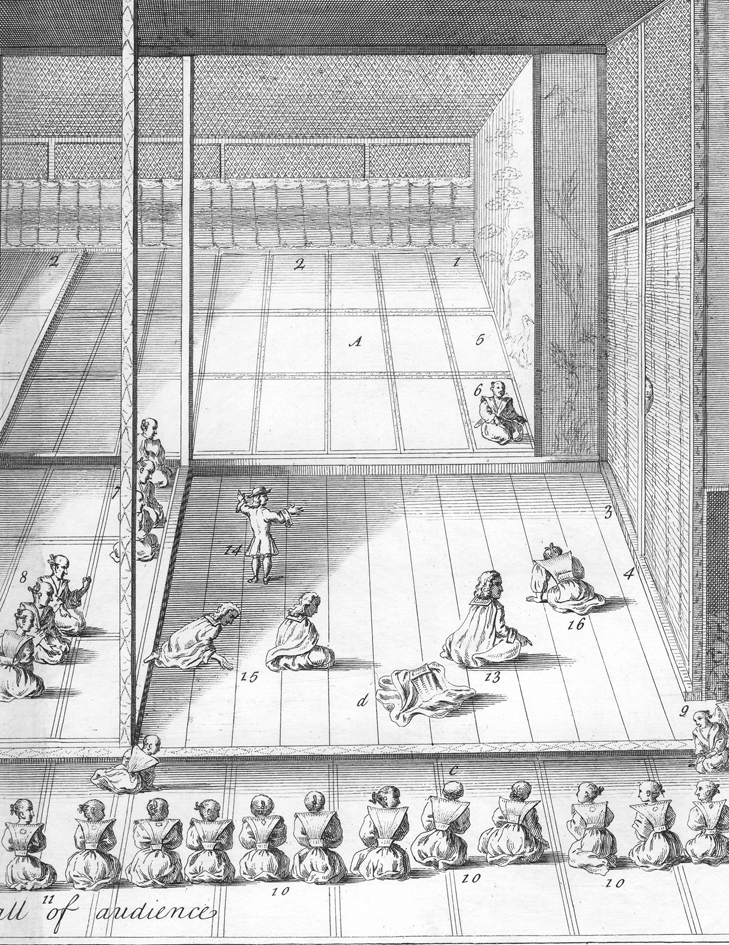
Audienz des Leiters der niederländischen Faktorei Dejima bei Tsunayoshi. Der Shōgun blieb hierbei hinter einer Art Binsenjalousie verborgen. Auf Verlangen Tsunayoshis führt Kaempfer gerade einen europäischen Tanz vor. (aus Engelbert Kaempfer: History of Japan, 1727)

## Tsunayoshi und Engelbert Kaempfer
Der Lemgoer Arzt und Forschungsreisende Engelbert Kaempfer lernte Tsunayoshi anlässlich zweier Reisen nach Edo kennen, die der Leiter der niederländischen Handelsstation Dejima unternehmen musste, um wie jedes Jahr den Dank der Niederländischen Ostindien-Kompanie für die Erlaubnis zum Handel in Japan zum Ausdruck zu bringen. Nach der offiziellen Reverenzerweisung des Faktoreileiters, bei der es zu keinerlei Kontakt zum Shōgun kam, wurden die Europäer in einen anderen Saal geführt. Zwar blieb Tsunayoshi auch hier hinter Binsenmatten verborgen, doch kam es zu Fragen und Antworten usw. Kaempfer beschreibt Tsunayoshi als einen exzentrischen Herrscher, der ihn mit allerlei Anliegen bis hin zu Lied- und Tanzdemonstrationen traktierte. Obwohl kein Shōgun vor und nach Tsunayoshi solche Begegnungen arrangieren ließ, setzte sich die Szene mit Kaempfers „Pickelheringsreigen“ im Japanbild der europäischen Leserschaft fest. Sie wurde von Schriftstellern verarbeitet und noch von Goethe mit einem Kommentar bedacht.
Kaempfer war während seiner zwei Jahre in Japan die Schärfe und Rigidität der Herrschaft Tsunayoshis nicht entgangen. Über Pferde und Hunde gibt er gar einen Witz zum Besten, den er von Japanern aufgeschnappt hatte. Doch in seiner Abhandlung über die japanische Abschließungspolitik kommt Tsunayoshi gut weg als Garant einer einträchtigen und in Sicherheit lebenden Gesellschaft:

„Der ist regierende Monarch Tsinojos, (ein Sohn des Ijetzna) … ist ein großer und vortreflicher Herr, Erbe der väterlichen Tugend, zugleich strenger Beobachter der Gesetze und sehr gnädig gegen seine Untertanen. Er ist von früher Jugend an in der Lehre des Konfucius erzogen, und führt den Zepter, so wie es seinem Volk und Lande angemessen ist. Unter ihm leben alle Bürger und der vollkommensten Eintracht, ehren alle ihre Götter, gehorchen den Gesetzen, folgend ihren Obern, beweisen ihres Gleichen Höflichkeit und Liebe.“